# Serhat Çetin
Serhat Çetin, né le 23 février 1986, à Istanbul, en Turquie, est un joueur turc de basket-ball. Il évolue aux postes d'arrière et d'ailier.

## Carrière Professionnelle
Il a commencé sa carrière professionnelle à l'Efes Pilsen . En 2004, il rejoint Tekelspor . Après une saison réussie, il signe un contrat avec Galatasaray Café Crown.
Il a signé avec Pınar Karşıyaka en 2006. Au cours de la saison 2006-07 , il a récolté en moyenne 10,1 points, 2,9 rebonds, 2,6 passes décisives et 1,1 interceptions en 30 matchs. Avec cette performance, il a attiré l'attention de Fenerbahçe.
Avant la saison 2007-08 , il était le troisième transfert de Fenerbahçe après Emir Preldžić et Gašper Vidmar . Il y a passé trois saisons, généralement en tant que joueur de rôle.
Il est allé au Beşiktaş Milangaz au début de la saison 2010-11 . L’année suivante, il était déjà devenu un élément important de l’équipe. Dirigés par l'entraîneur Ergin Ataman , ils ont remporté la Coupe de Turquie de basket-ball 2011-2012 , en battant Banvit BK et Çetin a été nommé MVP de la Coupe de Turquie de basket-ball pour sa performance. Beşiktaş a continué à remporter le FIBA EuroChallenge 2011-2012 à Debrecen . Beşiktaş a également remporté la Ligue turque de basket-ball 2011-2012 , complétant le triplé.
Après cette saison légendaire, Beşiktaş a dû faire face à des problèmes financiers et au départ de nombreux joueurs vedettes. Ils ont amené leur ancien joueur Erman Kunter comme nouvel entraîneur. Malgré ces mauvaises conditions, Çetin a décidé de rester et a aidé l'équipe à remporter la Super Coupe contre Anadolu Efes. Avant la saison 2013-2014, il n'a pas renouvelé son contrat expiré et est allé à Tofaş
Le 8 juillet 2014, il signe un contrat de trois ans avec Fenerbahçe .
Le 20 août 2015, il signe avec Darüşşafaka pour la saison 2015-2016.
Le 10 octobre 2016, il signe avec Türk Telekom.
Le 28 juillet 2019, il a signé avec le CSO Voluntari de la Liga Națională .

## Palmarès
- Vainqueur de l'EuroChallenge 2012
- Finaliste du championnat d'Europe des 20 ans et moins 2006
- Vainqueur des Jeux méditerranéens de 2013